# Lockheed AH-56 Cheyenne
Lockheed AH-56 Cheyenne byl bitevní vrtulník vyvíjený americkou společností Lockheed Corporation. Jeho provozovatelem se měla stát Armáda Spojených států amerických. První let proběhl roku 1967. Celkem bylo vyrobeno deset prototypů. Při zkouškách byl jeden prototyp zničen a druhý vážně poškozen. Roku 1972 byl program zrušen.
Dle serveru The War Zone ve své době AH-56A představoval nejmodernější vrtulník na světě a představoval konstrukci, která předběhla svou dobu. Nikdy však plně neuspěl kvůli technickým problémům, nedostatkům v řízení programu, měnícím se prioritám, vysokým nákladům a havárii, při které roku 1969 zahynul zkušební pilot. Vliv mohly mít i malé zkušenosti společnosti Lockheed s vývojem vrtulníků. Po skončení programu AH-56A už další vrtulník nevyvinula. Zkušenosti z tohoto programu měly vliv na koncepci blízké vzdušné podpory a konstrukci dalších bitevních vrtulníků.

## Historie

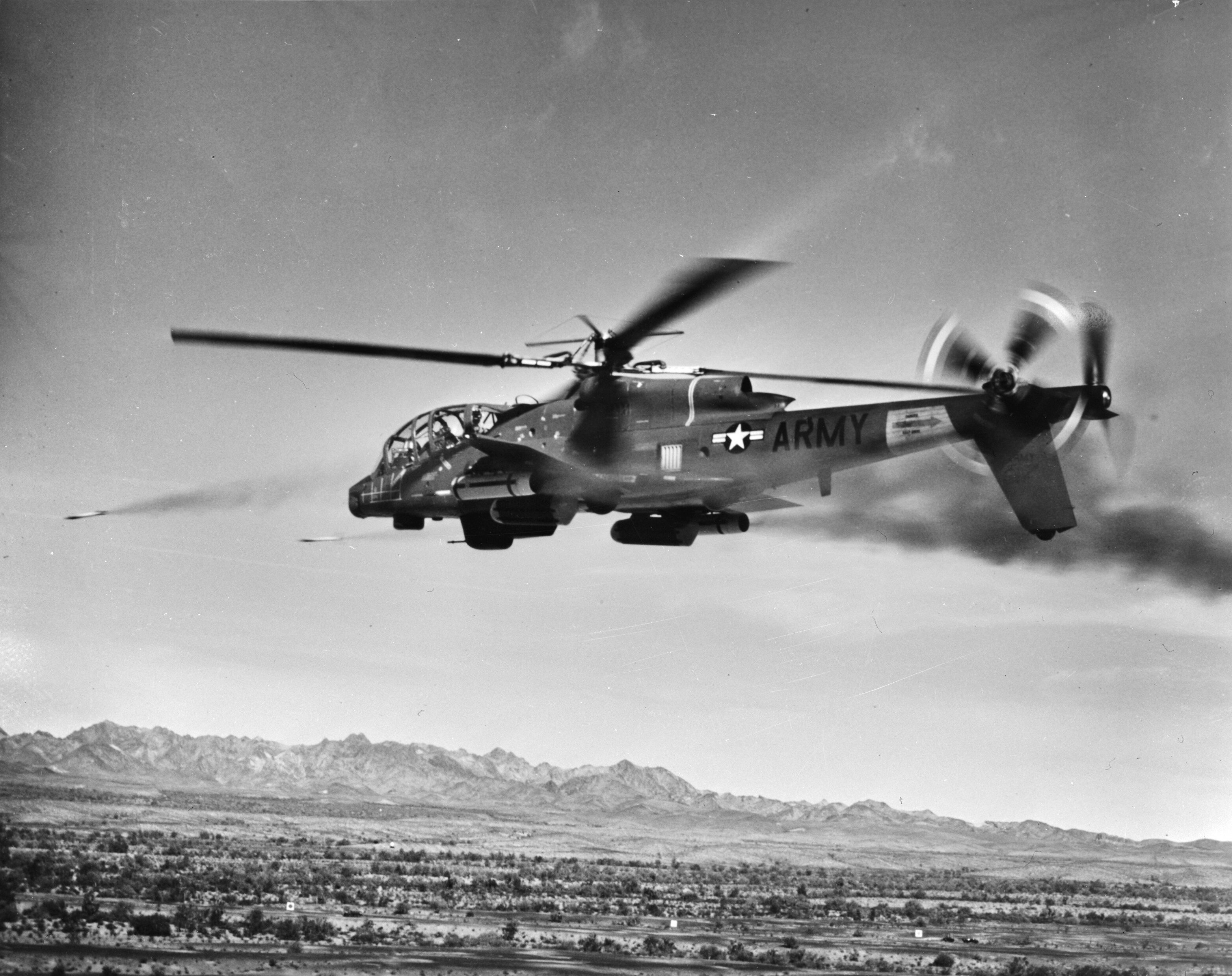
AH-56A Cheyenne vypouští neřízené rakety FFAR

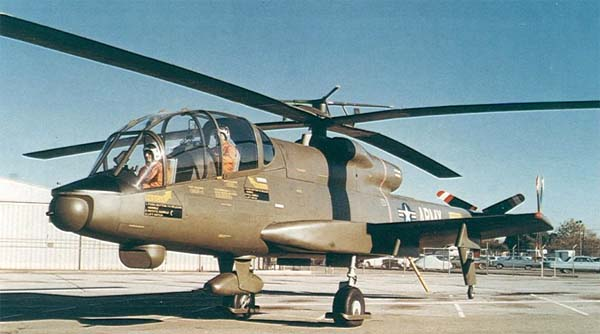
AH-56A Cheyenne

Americká armáda hledala vrtulník pro útočné akce a přímou leteckou podporu nejméně od roku 1957. Od roku 1962 ve válce ve Vietnamu působily americké vrtulníky Bell UH-1 Iroquois, přičemž mnohé začaly být vyzbrojovány. Roku 1964 armáda zahájila program Advanced Aerial Fire Support System (AAFSS), v rámci kterého chtěla získat bitevní vrtulník. Roku 1965 byl pro realizaci vybrán projekt společnosti Lockheed Corporation, mimo jiné se vyznačující odvážnou koncepcí s velkým pomocným křídlem a tlačnou vrtulí. Armáda objednala deset prototypů vrtulníku, pojmenovaného AH-56A Cheyenne.
Lockheed ve svém závodě B-9 ve Van Nuys v Kalifornii vyrobil celkem deset prototypů AH-56A. První prototyp poprvé vzlétl 21. září 1967 z letiště ve Van Nuys. V kokpitu seděli testovací pilot společnosti Lockheed Donald Riley Segner a zástupce armády Emil Eldon Kluever. Dne 12. března 1969 byl třetí prototyp AH-56A (sériové číslo 66-8828) zničen při zkušebním letu, při kterém se hlavní rotor střetl s trupem a kokpitem. Zkušební pilot David A. Beil při nehodě zahynul. V květnu 1969 byla vypovězena smlouva o výrobě AH-56A. Vývoj vrtulníku se však ještě zcela nezastavil. Dne 17. září 1969 byl desátý prototyp (sériové číslo 66-8828) vážně poškozen při zkouškách v aerodynamickém tunelu. Stejně jako v případě třetího prototypu i zde došlo ke kontaktu hlavního rotoru s trupem vrtulníku. Dne 9. srpna 1972 byl program AH-56 definitivně zrušen. Nedlouho poté armáda zahájila program Advanced Attack Helicopter (AAH), který nakonec vedl ke vzniku AH-64 Apache.

## Konstrukce
AH-56 byl jednomotorový dvoumístný bitevní vrtulník. Jeho kokpit měl tandemové uspořádání. Pilot-velitel seděl vzadu a střelec vpředu. Neobvyklým prvkem byla otočná sedačka střelce, kopírující pohyb věže. Periskopický zaměřovač umožňoval přímou palbu v rozsahu 360 stupňů. Střelec byl vybaven přilbovým zaměřovačem. Vrtulník byl vybaven nejmodernější avionikou. Systém řízení palby byl vybaven dopplerovským radarem a laserovým dálkoměrem. Vrtulník byl vybaven pro lety v nízkých výškách. Ke sledování terénu sloužil radarový systém Norden AN/APQ-118. Poháněl jej jeden turbohřídelový motor General Electric T64-GE-16A o výkonu 2599 kW (3485 hp). Měl čtyřlistý hlavní rotor, pomocné křídlo o rozpětí 8,12 metru, čtyřlistý vyrovnávací rotor a na zádi ještě třílistý tlačný rotor. Vyzbrojen byl 30mm kanónem XM140, nebo 7,62mm rotačním kulometem XM196, nebo 40mm granátometem M129 v podtrupové věžičce. Další výzbroj vrtulník nesl na šesti závěsnících (dva pod trupem a čtyři pod křídly). Její součástí byly 70mm neřízené rakety FFAR, protitankové střely BGM-71 TOW, kulometné a kanónové kontejnery, napalm, nebo přídavné nádrže.

## Dochované exempláře
Celkem se dochovaly čtyři prototypy AH-56A. Dva jsou vystaveny v Armádním leteckém muzeu (Army Aviation Museum) ve Fort Rucker v Alabamě, jeden ve Fort Polk v Louisianě a další ve Fort Campbell v Kentucky.

## Specifikace

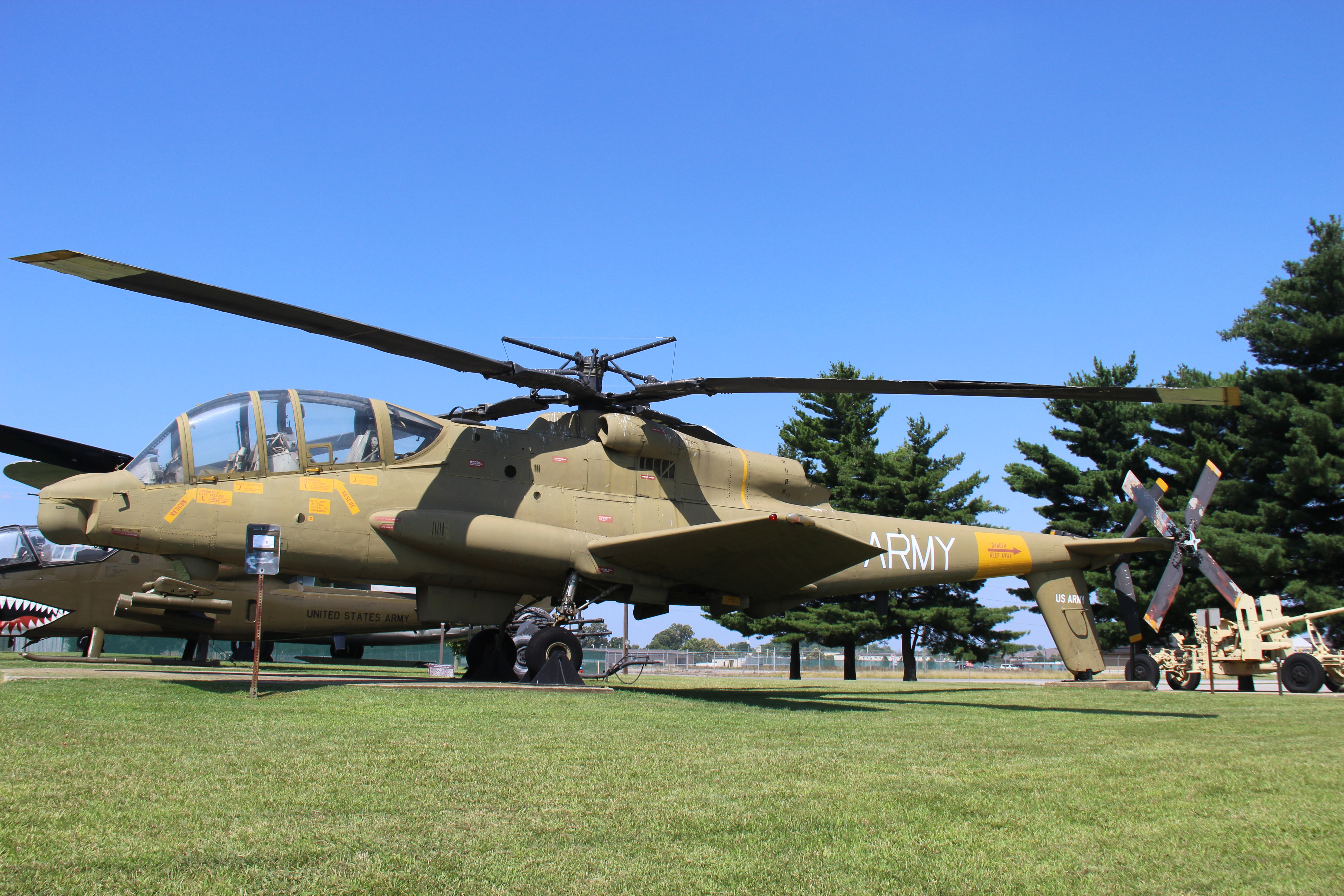
AH-56 vystavený v Don F. Pratt Memorial Museum ve Fort Campbell ve státě Kentucky

### Technické údaje
Citováno dle:
- Posádka: 2
- Průměr nosného rotoru: 15,621 m
- Průměr vyrovnávacího rotoru:
- Délka: 16,662 m
- Výška: 4,178 m
- Prázdná hmotnost: 5540 kg
- Vzletová hmotnost: 11 739 kg
- Pohonná jednotka: 1× turbohřídelový motor General Electric T64-GE-16A
  - Výkon motoru: 2599 kW (3485 hp)

### Výkony
- Maximální rychlost: 393 km/h
- Cestovní rychlost: 361 km/h
- Dostup: 6400 m
- Dolet: 1969 km

### Výzbroj
- 30mm kanón XM140, nebo 7,62mm rotační kulomet XM196, nebo 40mm granátomet M129 ve věži pod přídi
- šest závěsníků pro další výzbroj
  - 70mm neřízené rakety FFAR
  - protitankové střely BGM-71 TOW